# Елсворт (озеро)
Озеро Елсворт (англ. Lake Ellsworth) — озеро в Землі Елсворта, у Західній Антарктиді, розташоване під льодами Антарктики.
Багато вчених вважають, що озеро не мало зв'язку із зовнішнім світом щонайменше 125 тисяч років.
Розміри озера Елсворт становлять 14,7 км х 3,1 км, площа — 28,9 км². Глибини озера змінюються уздовж довгої осі від 52 м до 156 м, об'єм води визначений у 1,37 км³.
Розробку буріння свердловини до поверхні озера здійснюють вчені з Великої Британії.